# 823-й отдельный разведывательный артиллерийский дивизион
823-й отдельный армейский разведывательный артиллерийский Дновский дивизион Резерва Главного Командования — воинское формирование Вооружённых Сил СССР, принимавшее участие в Великой Отечественной войне.
Сокращённое наименование — 823-й оарадн РГК. Полевая почта 21037

## История
Переименован из 594-го отдельного разведывательного артиллерийского дивизиона 30 апреля 1942 года года в составе 54-й армии Волховского фронта.
В действующей армии с 1.10.1941 по 10.06.1944.
В ходе Великой Отечественной войны вёл артиллерийскую разведку в интересах артиллерии соединений и объединений Волховского, Ленинградского и 3-го Прибалтийского фронтов.
10 июня 1944 года в соответствии с приказом НКО СССР от 16 мая 1944 года № 0019 «Об усилении армий артиллерийскими средствами контрбатарейной борьбы», директивы заместителя начальника Генерального штаба РККА от 22 мая 1944 г. №ОРГ-2/476 823-й оарадн обращён на формирование 35-й гв. пабр 54-я армии.

## Состав
до апреля 1942 года
- Штаб
- Хозяйственная часть
- батарея звуковой разведки (БЗР)
- батарея топогеодезической разведки (БТР)
- батарея оптической разведки (БОР)
- батарея фотограмметрической разведки (БФР)
- артиллерийский метеорологический взвод (АМВ)
- хозяйственный взвод

до июля 1943 года
- Штаб
- Хозяйственная часть
- батарея звуковой разведки (БЗР)
- батарея топогеодезической разведки (БТР)
- взвод оптической разведки (ВЗОР)
- фотограмметрический взвод (ФГВ)
- артиллерийский метеорологический взвод (АМВ)
- хозяйственный взвод

с июля 1943 года
- Штаб
- Хозяйственная часть
- 1-я батарея звуковой разведки (1-я БЗР)
- 2-я батарея звуковой разведки (2-я БЗР)
- батарея топогеодезической разведки (БТР)
- взвод оптической разведки (ВЗОР)
- фотограмметрический взвод (ФГВ)
- хозяйственный взвод

## Подчинение
| Дата                 | Фронт                   | Армия      | Корпус | Дивизия | Бригада | Примечания |
| -------------------- | ----------------------- | ---------- | ------ | ------- | ------- | ---------- |
| 30.04.42 −14.08.42г. | Волховский фронт        | 54-я армия | -      | -       | -       | -          |
| 14.08.42 −10.10.42г  | Волховский фронт        | 8-я армия  | -      | -       | -       | -          |
| 10.10.42-15.2 44г.   | Волховский фронт        | 54-я армия | -      | -       | -       | -          |
| 15.2..44-18.04.44г   | Ленинградский фронт     | 54-я армия | -      | -       | -       | -          |
| 18.04.44-10.06.44г   | 3-й Прибалтийский фронт | 54-я армия | -      | -       | -       | -          |

## Командование дивизиона
Командир дивизиона
- подполковник Чумаков Пётр Нестерович

Заместитель командира дивизиона
- капитан Кочерин Михаил Иосифович

Начальник штаба дивизиона
- капитан Левитин Хаим Юдович
- капитан Рычков Иван Николаевич

Заместитель командира дивизиона по политической части
- майор Корнев Павел Иванович

Помощник начальника штаба дивизиона
- капитан Рычков Иван Николаевич
- ст. лейтенант Кукушкин Дмитрий Дмитриевич

Помощник командира дивизиона по снабжению
- капитан Неронов Сергей Иванович

## Командиры подразделений дивизиона
Командир БЗР(до июля 1943 года)
- ст. лейтенант Левитин Хаим Юдович
- капитан Соловьёв Николай Александрович

Командир 1-й БЗР
- ст. лейтенант Братыщенко Григорий Михайлович

Командир 2-й БЗР
- капитан Соловьёв Николай Александрович

Командир БТР
- ст. лейтенант Вронский Владимир Петрович
- гв. ст. лейтенант Долгих Филипп Владимирович

Командир ВЗОР
- ст. лейтенант Медведев Владимир Иванович

Командир ФГВ
- ст. лейтенант Колбашев Василий Васильевич
- лейтенант Дука Александр Афанасьевич

Командир АМВ(до июля 1943 года)
- ст. техник лейтенант Цикунов Василий Александрович

## Награды и почётные наименования
| Награды и наименования         | дата          | за что получена |
| ------------------------------ | ------------- | --- |
| Почетное наименование Дновский | 26.02.1944 г. | присвоено приказом Верховного Главнокомандующего № 044 от 26 февраля 1944 года за отличие в боях с немецкими захватчиками за овладение городом Дно. |